# Nocardia
Nocardien (benannt nach dem französischen Infektiologen Edmond Nocard) sind stäbchenförmige, grampositive Bakterien. Sie wachsen oft verzweigt und sind teilweise ähnlich wie Mykobakterien durch Säure nicht wieder entfärbbar (säurefest). Nocardien kommen ubiquitär im Erdboden und in Feuchtbiotopen vor. Sie wachsen besonders gut bei 30 °C, und einige können bei Mensch und Tier eine akute oder chronische Infektionskrankheit (Nocardiose) auslösen. Wie die anaeroben Erreger der Aktinomykose wurden auch die aeroben Nocardiose-Erreger früher als „Strahlenpilze“ zur Familie der Actinomycetaceae gezählt.

## Arten
Einige Arten von Nocardia mit der Typus-Art Nocardia asteroides (Eppinger 1891) Blanchard 1896:
- Nocardia abscessus Yassin et al. 2000
- Nocardia araoensis Kageyama et al. 2004
- Nocardia brasiliensis (Lindenberg 1909) Pinoy 1913
- Nocardia brevicatena (Lechevalier et al. 1961) Goodfellow and Pirouz 1982
- Nocardia concava Kageyama et al. 2005
- Nocardia elegans Yassin und Brenner 2005
- Nocardia inohanensis Kageyama et al. 2004
- Nocardia paucivorans Yassin et al. 2000
- Nocardia terpenica Hoshino et al. 2007

Weitere Nocardia-Arten:
- Nocardia flava
- Nocardia citrea
- Nocardia lutea
- Nocardia nigra
- Nocardia albicans
- Nocardia madurae[3]

## Erkrankungen (Nocardiosen)
Nocardien, in Deutschland häufig Nocardia farcinica und N. asteroides und außerhalb Europas oder aus Blumenerde tropischer Zimmerpflanzen N. brasiliensis werden über die Lunge aufgenommen. Beim Menschen sind nur systemische Erkrankungen von Immunsupprimierten durch diesen Erreger bekannt. Dabei kommt es zuerst zur pulmonalen Nocardiose mit Bronchopneumonie und Lungenabszess. Von dort können sie über das Blut (hämatogen) in verschiedene Organe streuen (systemische Nocardiose). Die Erreger befallen bevorzugt das ZNS und lösen Enzephalitiden und Hirnabszesse aus. Nocardien können auch kutane und subkutane Abszesse auslösen (oberflächliche Nocardiose, die auch bei immungesunden Menschen, insbesondere bei Landarbeitern und Gärtnern als Berufserkrankung, auftritt). Letztere wird hauptsächlich von N. brasiliensis ausgelöst. 

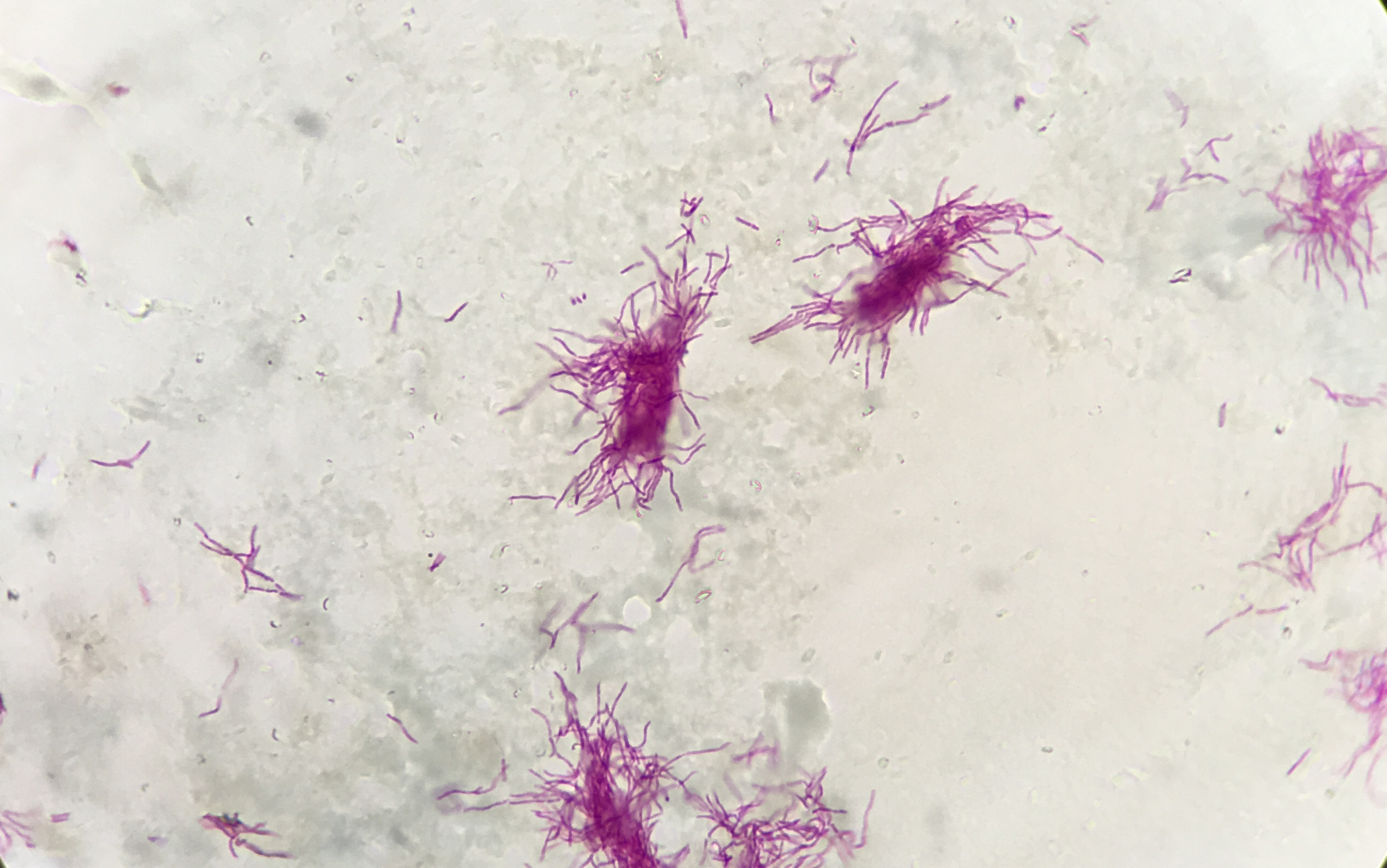
Nocardia spp. (Kinyoun-Färbung)

## Therapie
Antibiotische Therapie gegen Nocardia farcinica und N. asteroides mit Imipenem und Amikacin (alternativ Linezolid oder der fixen Kombination Amoxicillin/Clavulansäure), gegen N. brasiliensis und N. otitidiscaviarum Cotrimoxazol und Amikacin (alternativ Amikacin und Minocyclin). Nach anderen Quellen werden gegen Nocardiosen Cotrimoxazol und Doxycyclin und als Reserveantibiotika Imipenem und Amikacin eingesetzt.